# Rubén Magnano

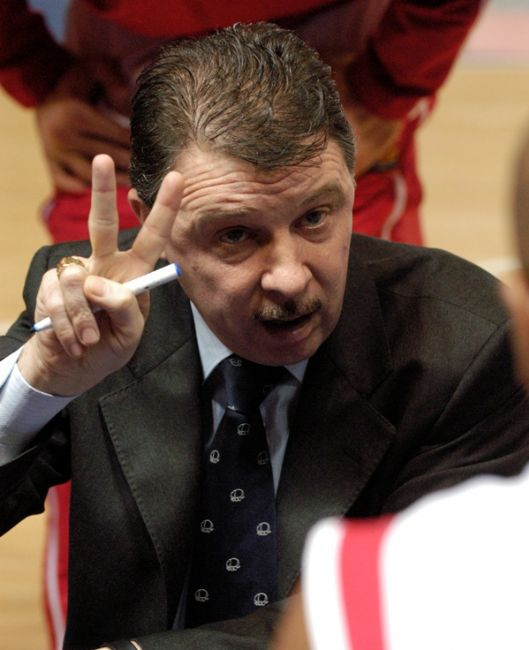

Rubén Pablo Magnano (Villa María, 9 de outubro de 1954) é um ex-basquetebolista e treinador de basquetebol argentino. Professor de Educação Física oriundo da Província de Córdoba, é treinador de basquete desde 1990.
Dirigiu a Seleção Argentina de Basquetebol Masculino quando esta obteve o vice-campeonato Mundial em Indianápolis 2002 e convertendo a Argentina na primeira seleção a derrotar o "Dream Team" norte-americano. Nos Jogos Olímpicos de Atenas 2004 comandou a Argentina na conquista da medalha de ouro.
Em 16 de janeiro de 2010 foi confirmado como treinador da Seleção Brasileira de Basquetebol Masculino.No Campeonato Mundial realizado na Turquia, a Seleção Brasileira foi eliminada pela Argentina nas oitavas de final, numa partida realizada no Dia da Pátria, e terminou a competição em 9º lugar.
Em 10 de setembro de 2011, classificou a Seleção Brasileira de Basquetebol Masculino para as Olimpíadas de Londres em 2012, a primeira vez desde os Jogos Olímpicos de Atlanta 1996. Após os Jogos do Rio 2016, Magnano deixou a Seleção Brasileira. Em 2018, assumiu a Seleção Uruguaia de Basquetebol.

## Trajetória de treinador
- 1990-94: Asociación Deportiva Atenas de Córdoba (Argentina)
- 1994-96: Luz y Fuerza de Misiones (Argentina)
- 1996-99: Asociación Deportiva Atenas de Córdoba (Argentina)
- 1999-00: Boca Juniors (Argentina)
- 2001-04: Seleção Argentina de Basquetebol Masculino
- 2004-04: Gimnasia y Esgrima de Buenos Aires (Argentina)
- 2005-05: Pallacanestro Varese (Serie A, Itália)
- 2005/07: Whirpool Varese (Série A, Itália)
- 2007-08: Cajasol (Liga ACB, Espanha)
- 2008-09: Asociación Deportiva Atenas de Córdoba (Argentina)
- 2010-2016: Seleção Brasileira de Basquetebol Masculino
- 2018-atual: Seleção Uruguaia de Basquetebol Masculino

## Títulos com a Seleção Argentina
- 2000: Campeão Sul-americano Sub 21.
- 2000: Campeão Panamericano Sub 21.
- 2001: Campeão Sul-americano.
- 2001: Vice-campeão nos Jogos da Boa Vontade na Austrália.
- 2002: Vice-campeão no Campeonato Mundial de Basquete.
- 2003: Vice-campeão do Torneio Pre-olímpico das Américas, na República Dominicana.
- 2004: Campeão Sul-americano Sub 21, no Chile.
- 2004: Campeão Olímpico, Jogos Olímpicos de Atenas 2004.

## Títulos em clubes
- Campeão da Liga Nacional Argentina “A”, temporadas 1991-1992, 1997-1998, 1998-1999 e 2008-2009, com o Club Atenas de Córdoba.
- Campeão da Liga Nacional Argentina T.N.A., temporadas 1994-1995, com o Luz y Fuerza de Posadas.
- Campão Sul-americano de Clubes 1993 e 1994. Com o Club Atenas de Córdoba.
- Campeón Panamericano de Clubes 1996. Com o Club Atenas de Córdoba.
- Campeão da Liga Sul-americana de Clubes, 1997 e 1998. Com o Club Atenas de Córdoba.